# Copa Profesional de Microfútbol Femenina 2014 (Colombia)
La Copa Postobon de Microfútbol 2014 es la quinta edición de la Copa Profesional de Microfútbol Femenina. Comenzará a disputarse el 21 de junio ampliando la cantidad equipos en comparación al año anterior: adicionándose este año P&Z Bogotá, Águilas Nariñenses, Caciques del Quindío y ausentándose Las Caribeñas.

## Sistema de juego
En la primera fase se jugará en 14 fechas bajo el sistema de todos contra todos divididos en dos grupos, uno de 7 equipos y otro de 8 equipos. Los cuatro primeros de cada grupo avanzaran a cuartos de final en partidos de ida y vuelta, para conocer los semifinalistas y posteriormente a los dos finalistas de la tercera versión femenina de la Copa Postobón de Microfútbol Femenina.
En caso de haber empate en puntos dentro de la tabla de posiciones de la fase todos contra todos, se definirá el orden de clasificación teniendo en cuenta los siguientes criterios, en orden de preferencia:
1. Mayor diferencia de goles.
2. Mayor número de goles a favor.
3. Mayor número de goles a favor como visitante.
4. Menor número de goles en su contra como visitante.
5. Por sorteo

## Datos de los clubes
| Equipo                | Entrenador | Departamento       | Ciudad      | Coliseo                             | Aforo |
| --------------------- | ---------- | ------------------ | ----------- | ----------------------------------- | ----- |
| Águilas Nariñenses    |            | Nariño             | Pasto       | Coliseo Sergio Antonio Ruano        |       |
| Caciques del Quindío  |            | Quindío            | Calarcá     | Coliseo del Sur                     |       |
| Cali Juniors          |            | Valle del Cauca    | Cali        | Coliseo Evangelista Mora            |       |
| Camaritas FS          |            | Casanare           | Yopal       | Coliseo 20 de Julio                 |       |
| Eliconías             |            | Caquetá            | Florencia   | Coliseo Cubierto Juan Viessi        | 2.000 |
| Heroínas de Tunja FSC |            | Boyacá             | Tunja       | Coliseo Municipal de Duitama        |       |
| Meminas Bogotá FS     |            | Bogotá             | Bogotá      | Coliseo Cayetano Cañizares          |       |
| Mulatas Caribeñas     |            | Bolívar            | Cartagena   | Coliseo Northon Madrid              | 1.500 |
| Paisas Girardota FS   |            | Antioquia          | Medellín    | Polideportivo Tulio Ospina de Bello | 6.500 |
| P&Z Bogotá            |            | Bogotá             | Bogotá      | Coliseo Cayetano Cañizares          |       |
| Pijaos Tolima         |            | Tolima             | Ibagué      | Coliseo Enrique Triana Castilla     | 3.000 |
| Piratas de Cúcuta     |            | Norte de Santander | Cúcuta      | Coliseo Toto Hernández              |       |
| Patojas de Popayán    |            | Cauca              | Popayán     |                                     |       |
| Real Caldas           |            | Caldas             | Manizales   | Coliseo Menor de Manizales          | 1.700 |
| Real Bumanguesas      |            | Santander          | Bucaramanga | Coliseo Edmundo Luna Santos         |       |